# Colliguaja
Colliguaja es un género de plantas de la familia Euphorbiaceae. Es originario de Sudamérica.

## Taxonomía
El género fue descrito por Juan Ignacio Molina y publicado en Saggio sulla Storia Naturale cel Chili . . . 158, 354. 1781[1782]. La especie tipo es: Colliguaja odorifera Molina	

## Especies aceptadas
A continuación se brinda un listado de las especies del género Colliguaja aceptadas hasta octubre de 2012, ordenadas alfabéticamente. Para cada una se indica el nombre binomial seguido del autor, abreviado según las convenciones y usos.
- Colliguaja brasillensis Klotzsch ex Baill.
- Colliguaja dombeyana A.Juss.
- Colliguaja integerrima Gillies & Hook.
- Colliguaja odorifera Molina
- Colliguaja salicifolia Gillies & Hook